# Йенбай (провинция)
Йенба́й (вьет. Yên Bái, тьы-ном 安沛) — провинция на севере Вьетнама. Административный центр — одноимённый город.

## География

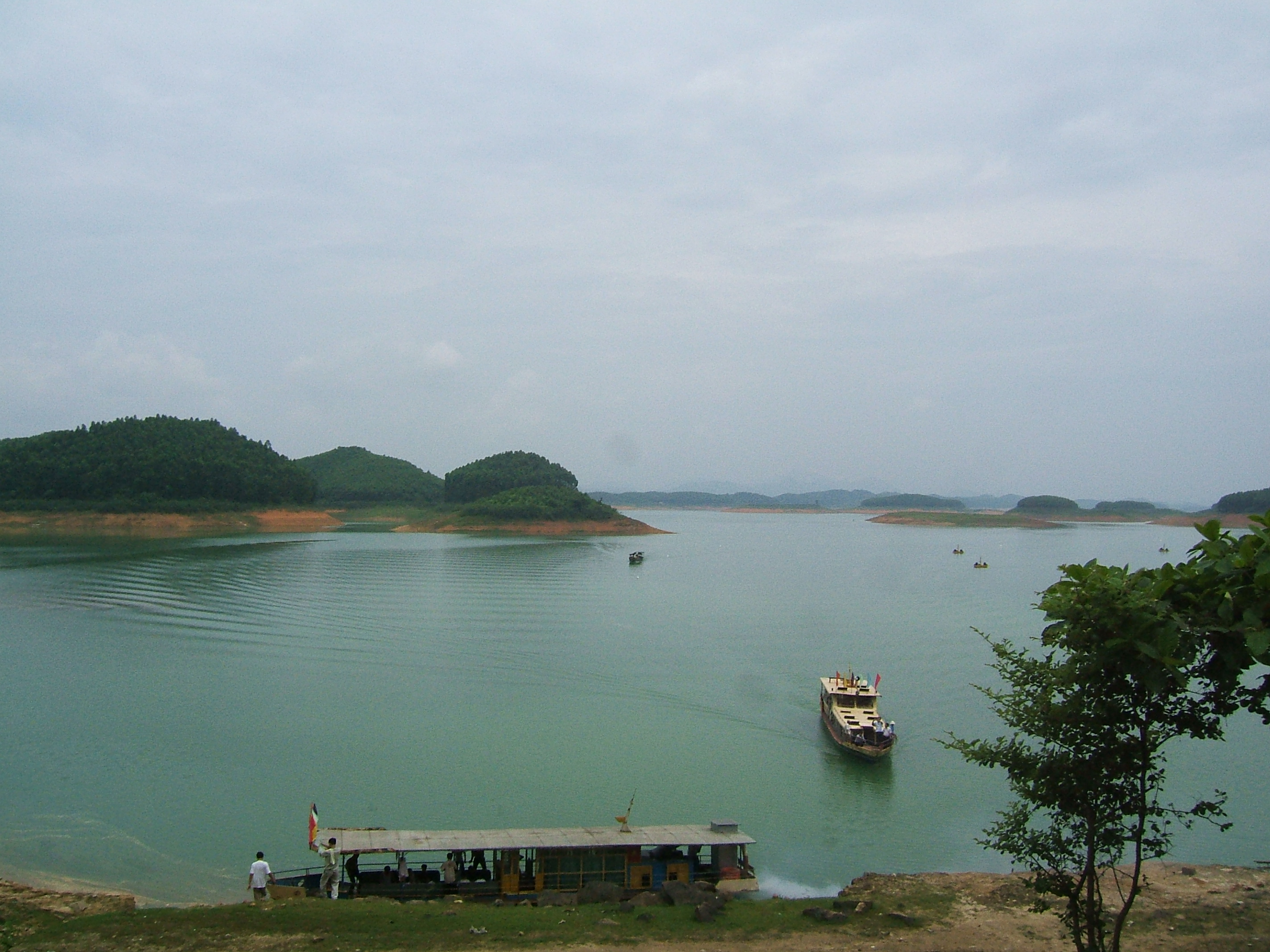
Водохранилище Тхакба

Площадь составляет 6899,5 км². Рельеф провинции преимущественно горный, территория поднимается в направлении с востока на запад и с юга на север. Средняя высота региона над уровнем моря: 600 м. Основные реки, протекающие через Йенбай: Хонгха (Красная) и Да (Чёрная), кроме того, имеются ещё множество небольших рек, каналов и озёр. На территории провинции Йенбай находится крупное водохранилище Тхакба, площадью 234 км².

## Население
По данным на 2019 год население составляет 821 030 человек. Доля мужчин — 50,3 %, женщин — 49,7 %. Вьеты составляют 42,7 % населения, Таи — 18,3 %, Хмонги — 13 %, Яо — 12,3 %.
Динамика численности населения провинции по годам:
| 1999    | 2005    | 2006    | 2009    | 2013    | 2019    |
| ------- | ------- | ------- | ------- | ------- | ------- |
| 679 068 | 731 828 | 740 700 | 740 905 | 796 116 | 821 030 |

## Административное деление
Провинция Йенбай подразделяется на:
- город провинциального подчинения Йенбай
- город Нгиало

и 7 уездов:
- Лукйен (Lục Yên);
- Мукангтяй (Mù Cang Chải);
- Чанйен (Trấn Yên);
- Чамтау (Trạm Tấu);
- Вантян (Văn Chấn);
- Ванйен (Văn Yên);
- Йенбинь (Yên Bình).

## Экономика и транспорт
В период с 1990 по 2004 годы среднегодовой рост экономики составлял 7,5 %. Экономика базируется преимущественно на сельском хозяйстве, кроме того, на территории провинции имеются залежи апатита, кальцита, биотита, корунда, графита, кварца и др.
Через провинцию проходят важные транспортные пути из Ханоя на северо-запад, в Лаокай и китайскую провинцию Юньнань.

## Галерея

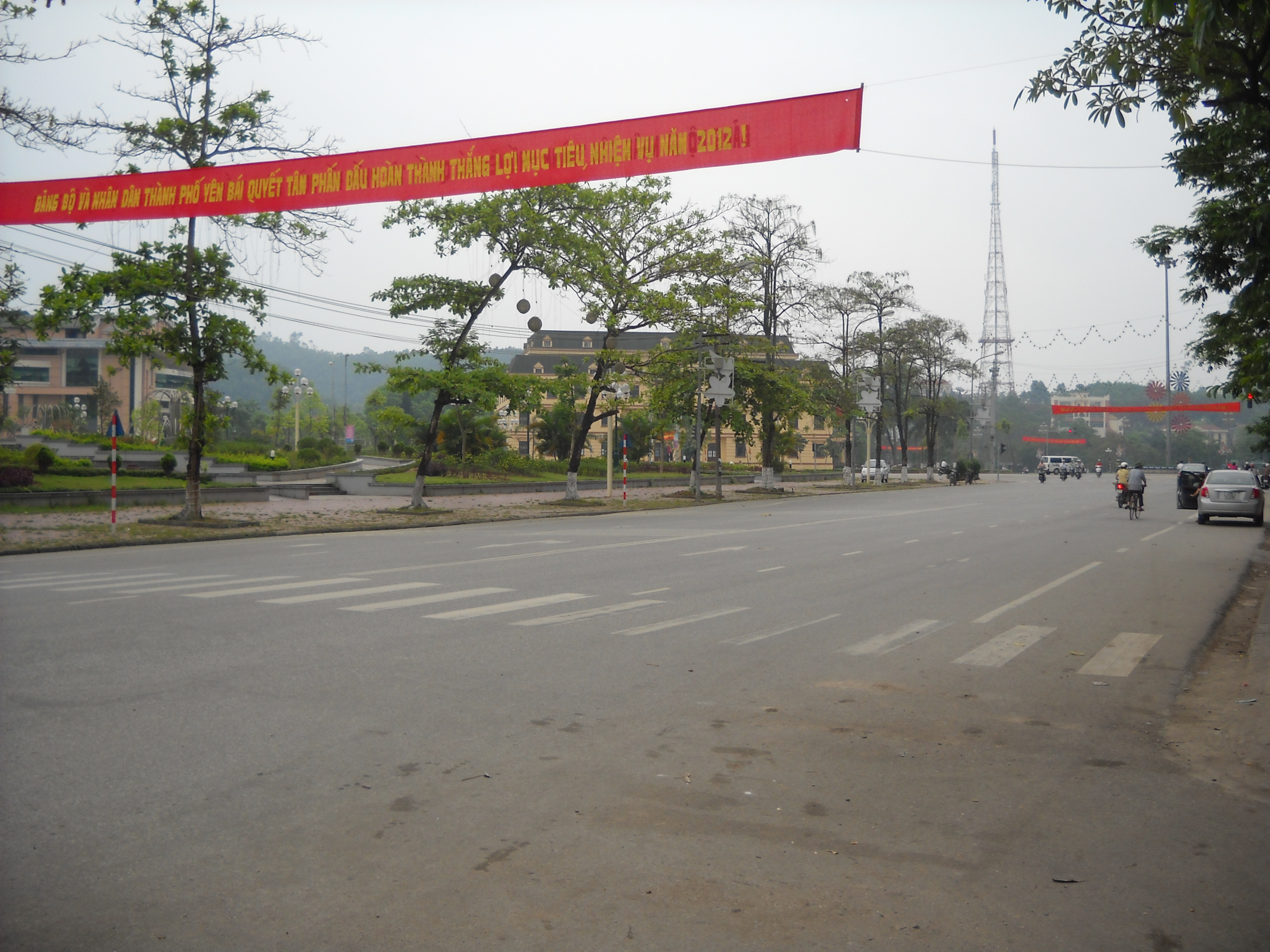
Улицы города Йенбай
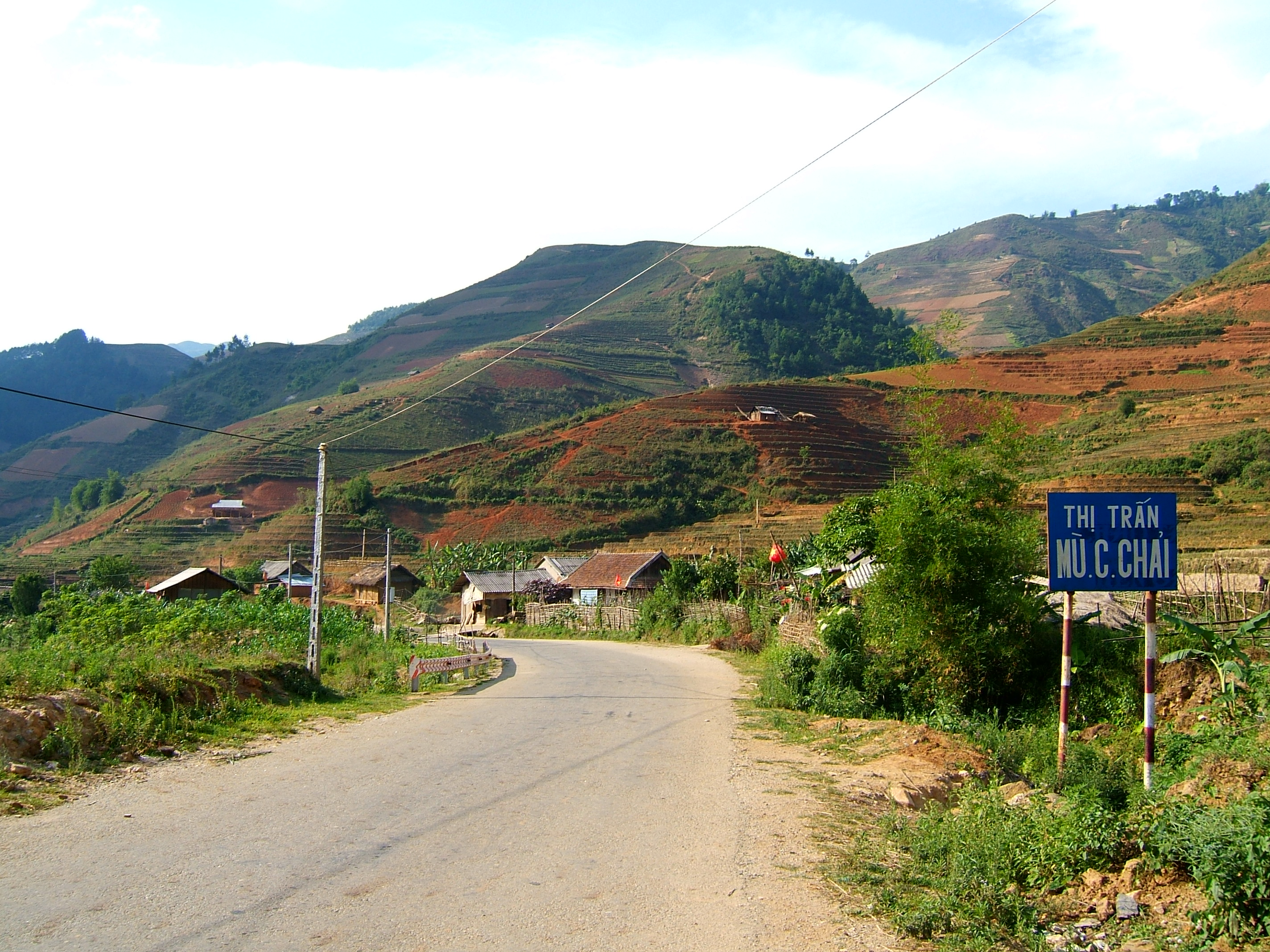
Уезд Мукангтяй
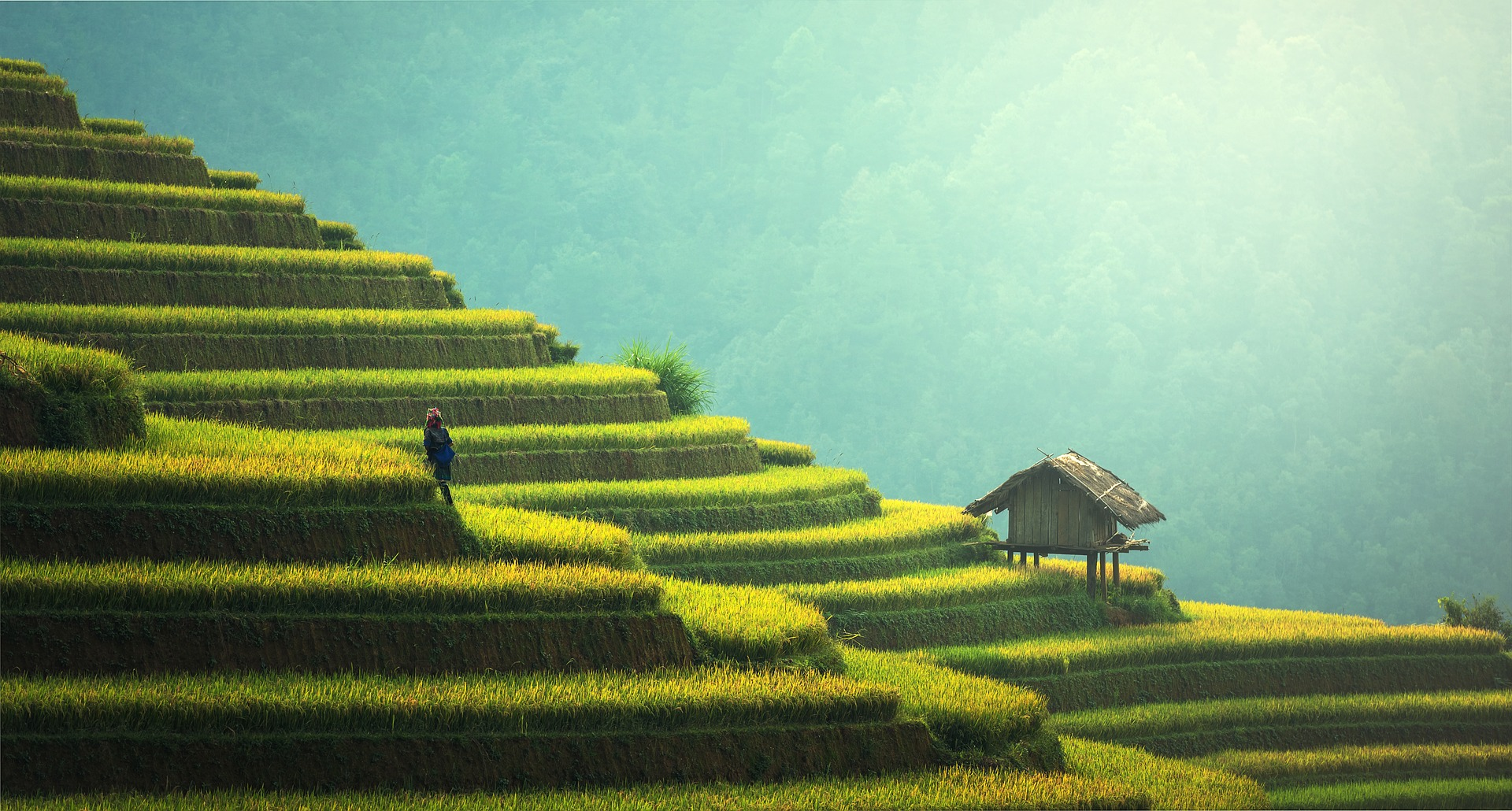
Рисовые террасы в уезде Мукангтяй